# Greenstead Green
Greenstead Green – wieś w Anglii, w hrabstwie Essex, w dystrykcie Braintree. W miejscowości znajduje się kościół zwany St James Church.